# Albany Manufacturing
Albany Manufacturing Co. Ltd. war ein britischer Hersteller von Automobilen.

## Unternehmensgeschichte
Frederick Lamplough hatte bereits 1896 einen Dampfwagen hergestellt. 1901 gründete er das Unternehmen im Londoner Stadtteil Willesden. Die Produktion von Automobilen begann 1903. Die Markennamen lauteten Lamplough-Albany und Albany. 1905 endete die Automobilproduktion. Als Hersteller von Fahrzeugteilen wie Fahrzeugkühlern und Händler für Fahrzeuge von Talbot existierte das Unternehmen bis 1910.

## Fahrzeuge

### Lamplough-Albany
Unter diesem Markennamen entstanden 1903 einige Dampfwagen.

### Markenname Albany
Zwischen 1903 und 1905 wurden Fahrzeuge mit Ottomotoren hergestellt. Im Angebot standen die Modelle 10 HP mit Einzylindermotor und 16 HP mit Zweizylindermotor.